# Dırnıs
Dırnıs är en ort i Azerbajdzjan.   Den ligger i distriktet Nachitjevan, i den sydvästra delen av landet, 400 km väster om huvudstaden Baku. Dırnıs ligger 1 397 meter över havet och antalet invånare är 1 467.
Terrängen runt Dırnıs är kuperad åt sydväst, men åt nordost är den bergig. Närmaste större samhälle är Ordubad, 10,1 km söder om Dırnıs. 
Trakten runt Dırnıs består i huvudsak av gräsmarker. Runt Dırnıs är det ganska glesbefolkat, med 38 invånare per kvadratkilometer.